# Cotoneaster talgarica
Cotoneaster talgarica är en rosväxtart som beskrevs av Mikhail Grigoríevič Popov. Cotoneaster talgarica ingår i släktet oxbär, och familjen rosväxter. Inga underarter finns listade i Catalogue of Life.